# Даріо Бонетті
Даріо Бонетті (італ. Dario Bonetti, нар. 5 серпня 1961, Сан-Цено-Навільйо) — італійський футболіст, захисник. По завершенні ігрової кар'єри — футбольний тренер.
Чотириразовий володар Кубка Італії. Володар Суперкубка Італії з футболу. Володар Кубка УЄФА. 
Старший брат іншого італійського футболіста, Івано Бонетті.

## Клубна кар'єра
Народився 5 серпня 1961 року в місті Сан-Цено-Навільйо. Вихованець футбольної школи клубу «Брешія». Дорослу футбольну кар'єру розпочав 1978 року в основній команді того ж клубу, в якій провів два сезони, взявши участь у 29 матчах чемпіонату. 
Своєю грою за цю команду привернув увагу представників тренерського штабу клубу «Рома», до складу якого приєднався 1980 року. Відіграв за «вовків» наступні два сезони своєї ігрової кар'єри. Більшість часу, проведеного у складі «Роми», був основним гравцем захисту команди. За цей час виборов титул володаря Кубка Італії.
Протягом 1982—1983 років захищав кольори команди клубу «Сампдорія».
1983 року повернувся до «Роми». Цього разу провів у складі його команди три сезони. За цей час додав до переліку своїх трофеїв ще два титули володаря Кубка Італії.
Згодом з 1986 по 1989 рік грав у складі команд клубів «Мілан» та «Верона».
З 1989 року два сезони захищав кольори команди клубу «Ювентус». 
Протягом 1991—1992 років знову захищав кольори команди клубу «Сампдорія».
Завершив професійну ігрову кар'єру у клубі СПАЛ, за команду якого виступав протягом 1992—1993 років.

## Виступи за збірні
Протягом 1981–1986 років  залучався до складу молодіжної збірної Італії. На молодіжному рівні зіграв у 14 офіційних матчах.
1986 року провів дві гри у складі національної збірної Італії. 

## Кар'єра тренера
Розпочав тренерську кар'єру, повернувшись до футболу після невеликої перерви, 1999 року, очоливши тренерський штаб клубу «Сестрезе».
Протягом 2000—2002 років допомагав своєму молодшому брату Івано у тренерському штабі шотландського клубу «Данді».
В подальшому очолював команди клубів «Потенца», «Шопрон», «Галліполі» та «Юве Стабія»
2009 року очолив тренерський штаб бухарестського «Динамо», втім того ж року повернувся на батьківщину, де деякий час пропрацював з нижчоліговою «Пешиною». Протягом 2010—2011 був очільником тренерського штабу національної збірної Замбії.
2012 року вдруге призначений головним тренером бухарестського «Динамо».

## Статистика виступів

### Статистика клубних виступів
| Рік     | Команда     | Ліга | Ігор | Голів |
| ------- | ----------- | ---- | ---- | ----- |
| 1978–79 | «Брешія»    | B    | 21   | 2     |
| 1979–80 | «Рома»      | A    | 8    | 0     |
| 1980–81 | «Рома»      | A    | 20   | 0     |
| 1981–82 | «Рома»      | A    | 26   | 0     |
| 1982–83 | «Сампдорія» | A    | 27   | 0     |
| 1983–84 | «Рома»      | A    | 13   | 1     |
| 1984–85 | «Рома»      | A    | 23   | 0     |
| 1985–86 | «Рома»      | A    | 22   | 2     |
| 1986–87 | «Мілан»     | A    | 23   | 0     |
| 1987–88 | «Верона»    | A    | 19   | 1     |
| 1988–89 | «Верона»    | A    | 21   | 0     |
| 1989–90 | «Ювентус»   | A    | 28   | 3     |
| 1990–91 | «Ювентус»   | A    | 11   | 0     |
| 1991–92 | «Сампдорія» | A    | 14   | 0     |
| 1992–93 | СПАЛ        | B    | 9    | 0     |

### Статистика виступів за збірну
| Дата       | Місто   | Господарі | Результат | Гості     | Турнір            | Голи | Примітки |
| ---------- | ------- | --------- | --------- | --------- | ----------------- | ---- | -------- |
| 08/10/1986 | Болонья | Італія    | 2 – 0     | Греція    | товариський матч  | -    |          |
| 15/11/1986 | Мілан   | Італія    | 3 – 2     | Швейцарія | Відбір до ЧЄ 1988 | -    |          |
| Усього     |         | Матчів    | 2         |           | Голів             | 0    |          |

## Титули і досягнення

### Як гравця
- Володар Кубка Італії (4):

«Рома»:  1980–81, 1983–84, 1985–86
«Ювентус»:  1989–90
- Володар Суперкубка Італії з футболу (1):

«Сампдорія»:  1991
- Володар Кубка УЄФА (1):

«Ювентус»:  1989–90

### Як тренера
- Володар Кубка Румунії (1):

«Стяуа»:  2011-12
- Володар Суперкубка Румунії з футболу (1):

«Стяуа»:  2012